# Rondotia lineata
Rondotia lineata är en fjärilsart som beskrevs av John Henry Leech 1889. Rondotia lineata ingår i släktet Rondotia och familjen silkesspinnare. Inga underarter finns listade.